# Prise d'Oran et de Mers el-Kébir (1732)
Pour les articles homonymes, voir Siège d'Oran et de Mers el-Kébir.
Conflits algéro-hispaniques
La prise d'Oran de 1732 est la bataille grâce à laquelle l'Espagne de Philippe V reprend le préside d'Oran et de Mers el-Kébir à la régence d'Alger. Le bey de l'ouest, Bouchelaghem, a repris ces places aux Espagnols quelques années auparavant, en 1708. Pour sa défense des deux places il est soutenu par un corps marocain commandée par le renégat hollandais Juan Guillermo Ripperdá. L'expédition espagnole est commandée par le comte de Montémar. Oran et Mers el-Kébir resteront ensuite possessions espagnoles jusqu'à la reconquête algérienne de 1792 ce qui mettra un terme définitif au contentieux algéro-hispanique à propos des deux places.

## Contexte et préparatifs
Oran a été conquise par l'Espagne en 1509, mais le dey d'Alger l'a reprise en 1708.
Avec l’avènement des Bourbons sur le trône d’Espagne en 1732, l'une des priorités du gouvernement espagnol est de reprendre la place et celle de Mers el-Kébir. En effet, lors de ses premières déclarations sur les questions nord-africaines, le roi Philippe V manifeste une ferme détermination à reconquérir ces deux places.
Elle est longuement préparée à Carthagène. Le corps expéditionnaire se compose de 30 000 hommes et 30 navires de guerre. De son côté, le Bey Bouchelaghem rassemble ses forces, et fait appel à de nombreux contingents des tribus. Il obtient également le soutien d'une corps marocain commandée par le renégat d'origine hollandaise Juan Guillermo Ripperdá,[citation nécessaire].

## Déroulement
Le 28 juin, l'armada jette l'ancre à Las Aguadas (Aïn el-Turk). Le lendemain, des premières escarmouches ont lieu entre les cavaliers maures et les soldats espagnols occupés à la construction d'un retranchement. Le 30 juin, les Espagnols se mettent à l'offensive pour s'emparer des hauteurs qui dominent Mers el-Kébir. Une bataille s'y déclenche, et les Musulmans commandés par le Bey Bouchelaghem, qui se tient au premier rang, tentent de repousser les assaillants. Le corps marocain de Ripperdá inflige notamment des pertes sensibles aux Espagnols[réf. à confirmer], en anéantissant notamment tout un bataillon espagnol qui s'était trop engagé[réf. à confirmer]. Toutefois, la bataille tourne à l'avantage des Espagnols qui repoussent les Musulmans hors des hauteurs de Mers el-Kébir,. 
Le 1er juillet 1732, les Espagnols se prépare à mettre le siège devant la ville lorsqu'ils apprennent, que les auxiliaires maures ont fui jugeant impossible toute résistance, et se croyant poursuivis par les Chrétiens. Ils sont suivis par l'armée régulière, puis par les habitants eux-mêmes persuadés du succès espagnol. Le Bey Bouchlaghem abandonné de tous, se réfugie à Mostaganem. Les Espagnols font alors leur entrée à Oran, vidée de sa population, et y saisissent 130 canons et de nombreux approvisionnements.

## Conséquences
La nouvelle de cette défaite plonge les autorités de la Régence d'Alger dans la consternation et entraîne une crise politique.
En Espagne, elle donne lieu à des réjouissances populaires dans les principales villes.
À la suite de la perte d'Oran et Mers el-Kébir, des renforts d'Alger sont également envoyés au Bey Bouchelaghem. Les autorités d'Alger envoient également une ambassade au sultan marocain Moulay Abdallah, lui demandant un soutien pour reprendre Oran, ou du moins une diversion en attaquant Ceuta. Dès septembre 1732, le Bey Bouchelaghem remet le siège devant Oran, en coordination avec une attaque marocaine sur Ceuta. Les Espagnols finissent rapidement assiégés par l'armée algérienne dans les places d'Oran et Mers el-Kébir. La flotte d'Alger fait à cette occasion la saisie de navires anglais et français participant au ravitaillement en armes, soldats et munitions des places investies par les Espagnols. En 1733, la flotte d'Alger rentre avec de multiples prises espagnoles et de navires européens. Alors que l'Angleterre et la France sont en paix, un certain nombre de captifs faits pas les Algériens parmi les soldats ayant participé à la prise d'Oran se révèlent être Français.
Cette reconquête marque également une longue période de guerre d'usure qui ne s’achèvera qu'en 1785 à la veille de la reconquête algérienne de 1792 qui clôturera définitivement tout contentieux algéro-hispanique autour de ces deux places.